# Ernst Bayer
Ernst Bayer (* 24. März 1927 in Ludwigshafen am Rhein; † 31. Januar 2002) war ein deutscher Chemiker (Organische Chemie, Analytische Chemie, Umweltchemie) Hochschullehrer und Wissenschaftsmanager.

## Leben
Ernst Bayer studierte Chemie, wurde 1954 in Freiburg im Breisgau bei Richard Kuhn zum Dr. rer. nat. promoviert und habilitierte sich im Jahr 1958 an der Universität Karlsruhe. Im selben Jahr begann er seine Lehrtätigkeit als Dozent am Institut für Organische Chemie der Universität Karlsruhe (TH Karlsruhe) bei Rudolf Criegee. 1962 wurde er auf ein Extraordinariat an der Universität Tübingen berufen, 1965 wurde er dort, berufen 1964, Ordinarius für Organische Chemie. Von 1967 bis 1970 war er zugleich „Robert A. Welch-Professor“ für Chemie an der Universität Houston in Texas. 1975 war er Universitäts-Vizepräsident.
Bayer war einer der ersten Wissenschaftler in Deutschland, der in den 1950er-Jahren die Methode der Gaschromatographie (GC) einführte. Er war an zahlreichen methodischen Verbesserungen der GC beteiligt. Weiterhin entwickelte er eine eigene Methode zur Synthese von Peptiden unter Verwendung löslicher Polymere. Weiterhin hatte er ein Verfahren zur Gewinnung von Erdölprodukten aus Klärschlamm durch „katalytische Niederdruckkonvertierung“ entwickelt. Durch Gaschromatographie gelang ihm eine erste Auftrennung von Aromastoffen in Wein, weshalb er für eine Zeitlang auch Forschungsleiter an der damaligen Bundesforschungsanstalt für Rebenzüchtung in Geilweilerhof war.
Ab 1982 war Bayer für lange Jahre der Vorsitzende des Beratergremiums für umweltrelevante Altstoffe (BUA) der GDCh, eines für Chemikalienrecht, Altlasten und Umweltpolitik wichtigen Beratergremiums.
Von einem seiner Schüler stammt die Aussage, dass Bayer stets „zwei Gedanken gleichzeitig“ verfolgen konnte. Er war auch berühmt dafür, Sitzungen zunächst an der „langen Leine“ zu leiten und erst überraschend die wesentlichen Punkte zu definieren.
Bayer war Mitglied der American Chemical Society.
Der Arbeitskreis Separation Science der GDCh verleiht seit dem Jahr 2003 den Ernst-Bayer-Preis für herausragende Publikationen auf dem Gebiet der Trenntechniken für analytische Zwecke.

## Ämter in der Gesellschaft Deutscher Chemiker (GDCh)
- Vizepräsident 1993–1995  der GDCh
- Vorsitzender des Arbeitskreises Chromatographie
- Vorsitzender der Fachgruppe Umweltchemie und Ökotoxikologie 1995 bis 1999
- Mitglied des Vorstands der GDCh-Fachgruppe Analytische Chemie
- 1982 bis 1997: Vorsitzender des „Beratergremiums für umweltrelevante Altstoffe“ (BUA)

## Ämter an der Universität Tübingen
- Direktor des Instituts für Organische Chemie
- Dekan der Fakultät, Vizepräsident der Universität und Senatspräsident

## Auszeichnungen
- 1978: Tswett Medal der Academy of Science (UdSSR)
- 1978: A. J. P. Martin Award (Vereinigtes Königreich)
- 1981: Max-Bergmann-Medaille für Aminosäure-Enantiomer-Trennung
- 1982: International Research Prize BP (Vereinigtes Königreich)
- 1989 Bundesverdienstkreuz erster Klasse
- Große Bundesverdienstkreuz der Bundesrepublik Deutschland
- 1990 Richard-Kuhn-Medaille der GDCh für seine Arbeiten in der Naturstoffchemie
- Vier Medaillen aus dem Bereich der Analytik und Umweltanalytik
- 1990: internationaler Rheinlandpreis für Umweltschutz
- 1994: Fresenius-Preis für Analytische Chemie der Gesellschaft Deutscher Chemiker
- 2001: ACS Award in Chromatography der American Chemical Society

## Veröffentlichungen (Auswahl)
- Gas-Chromatographie. 2. Auflage. 1962, DOI:10.1007/978-3-642-86796-5.
- Mit H. Egeter, A. Fink, K. Nether, K. Wegmann: Komplexbildung und Blütenfarben. In: Angewandte Chemie, Jg. 1966, Bd. 78, S. 834–841. DOI:10.1002/ange.19660781803